# Старуха за рукоделием
«Стару́ха за рукоде́лием» (Аллего́рия осяза́ния?) — портрет работы Эберхарда Кейля, известного представителя итальянской школы «художников реальности» датского происхождения, ученика Рембрандта. Картина является одним из наиболее известных произведений в коллекции Серпуховского историко-художественного музея.

## История
Картина некоторое время принадлежала московскому коллекционеру Ю. В. Мерлину, у которого была приобретена серпуховской предпринимательницей Анной Васильевной Мараевой. В 1920 году после национализации передана в собрания Серпуховского музея. Отреставрирована в 1958 году.
В 2006 году «Старуха за рукоделием» вместе с ещё одной картиной из собраний Серпуховского музея «Учёный в кабинете» Изака де Яуддервилле была представлена на выставке «Рембрандт, его предшественники и последователи» в Государственном музее изобразительных искусств им. Пушкина наряду с другими полотнами из различных музеев России, США, Франции.

## Художественная характеристика
Считается, что в образе «Старухи за рукоделием» отражается сочетание глубокого психологизма и заимствованного у Рембрандта интереса к внутреннему миру обычного, простого человека. Картина характеризуется широкой, корпусной манерой письма, а также звучной, декоративной цветовой гаммой, в чём прослеживается влияние итальянской живописи. Предполагается, что данное полотно вместе с парной к нему картиной «Старуха со свечой», переданной в 1962 году в Государственный музей изобразительных искусств имени А. С. Пушкина, изначально входила в состав сюиты «Пять чувств», персонифицируя чувство осязания.